# Ptrukša
Ptrukša (Hongaars: Szirénfalva) is een Slowaakse gemeente in de regio Košice, en maakt deel uit van het district Michalovce.
Ptrukša telt 502 inwoners. De gemeente maakt onderdeel uit van de Hongaarstalige strook langs de zuidgrens van Slowakije. In 2011 bestond de bevolking uit 441 Hongaren en 60 Slowaken.